# Barajul Gariep
Gariep este un baraj situat în Africa de Sud, pe fluviul Orange, în apropierea localității Norvalspont, finalizat în anul 1972. Vechea denumire a barajului a fost Hendrik Verwoerd.